# 아르비드 칼손
아르비드 칼손(스웨덴어: Arvid Carlsson, 1923년 1월 25일 ~ 2018년 6월 29일)은 스웨덴의 약리학자이다. 2000년에 신경계의 신호 전달에 대한 발견으로 폴 그린가드, 에릭 캔들과 함께 노벨 생리학·의학상을 수상했다.
1959년에 예테보리 대학교의 교수가 되었다.

## 수상 경력
- 1979년 : 울프 의학상
- 1982년 : 가드너 국제상
- 1994년 : 일본국제상
- 2000년 : 노벨 생리학·의학상